# Пашкин, Николай Семёнович
Никола́й Семёнович Па́шкин (17 [30] октября 1910, Слободской уезд, Вятская губерния — 2002, Москва) — советский партийный и государственный деятель; первый секретарь Костромского областного комитета ВКП(б) (1950—1952), председатель Ярославского (1949—1950) и Липецкого (1954—1961) областных исполнительных комитетов (облисполкомов) Советов депутатов трудящихся.

## Биография
Родился 17 (30) октября 1910 года в деревне Пашкины Вятской губернии в семье крестьян. После окончания четырёхлетней школы работал в сельском хозяйстве родителей. С 1930 года работал учителем в школе ликвидации неграмотности среди взрослого населения, заведовал сельской избой-читальней. Находился на ответственных должностях в комитетах и райкомах комсомола.
С 1932 года член ВКП(б). В 1935 году назначен помощником начальника, затем начальником политотдела по комсомольской работе совхоза «Негорелое» Белорусской республики, одновременно редактировал политотдельскую газету «Ленинский путь».
С 1938 года — на партийной работе: в марте 1938 — январе 1939 — секретарь Минского районного комитета КП (б) Белоруссии, в марте 1939 — июне 1943 — 2-й секретарь Тамбовского обкома ВКП(б), в июне 1943—1945 — слушатель Высшей школы партийных организаторов при ЦК ВКП(б), в 1945 — январе 1947 — инспектор Управления кадров ЦК ВКП(б), в январе 1947—1949 — 2-й секретарь Ставропольского краевого комитета ВКП(б), в октябре 1949 — октябре 1950 — председатель Ярославского облисполкома, в октябре 1950 — сентябре 1952 — первый секретарь Костромского обкома КПСС, в сентябре 1952 — октябре 1953 — слушатель Курсов переподготовки при ЦК КПСС, в октябре 1953 — январе 1954 — инспектор ЦК КПСС. Избирался депутатом Совета Союза Верховного Совета СССР 3-го (1950—1954, от Ярославской области) и 4-го созывов (1954—1958, от Липецкой области).
В январе 1954 года направлен во вновь образованную Липецкую область и избран председателем исполнительного комитета Липецкого областного Совета депутатов трудящихся (Липецкого облисполкома), проработав на этой должности до марта 1961 года. В марте 1961 года назначен начальником управления Совета народного хозяйства (СНХ) Липецкого экономического района, в 1963 — начальником управления СНХ Центрально-Чернозёмного экономического района, в 1966 — начальником управления Министерства пищевой промышленности РСФСР.
Избирался депутатом Верховного Совета РСФСР 5-го созыва (1959—1963, от Липецкой области); делегатом XX съезда КПСС (1956), XXI съезда КПСС (1959).
Умер в 2002 году в Москве. Похоронен на Новодевичьем кладбище.

## Комментарии
1. ↑  Деревня Пашкины (Пашкинцы, Васильевская), относившаяся к Ильинской, в 1920-е годы — к Слободской волости Слободского уезда, в последующем входила в состав Ильинского сельсовета Слободского района Кировской области; упразднена 13.01.1988, ныне — урочище в том же районе[1].